# Al-Merrikh Sporting Club
O Al-Merreikh Sporting Club, popularmente conhecido como Al-Merreikh ou Al-Merrikh, (árabe:نادي المريخ السوداني) é um clube de futebol da cidade de Ondurmã no Sudão. Foi fundado em 1908, com o nome de Al-Masalam, mas em 14 de novembro de 1927 mudou o nome para Al-Merreikh, que em árabe significa "Planeta Marte". Seu maior rival é o Al-Hilal, também da cidade de Ondurmã, e maior campeão do Campeonato Sudanês de Futebol, com 25 títulos.

## Títulos

### Internacionais
- Copa Interclubes da CECAFA: 2

(1986 e 1994)
- Recopa Africana: 1

(1989)

### Nacionais
- Campeonato Sudanês: 20

(1970, 1971, 1972, 1973, 1975, 1977, 1978, 1982, 1985, 1990, 1993, 1997, 2000, 2001, 2002, 2008, 2011, 2013, 2015, 2018) e 2018-2019
- Copa do Sudão: 15

(1991, 1992, 1994, 1996, 2001, 2005, 2006, 2007, 2008, 2010, 2012, 2013, 2014, 2015, 2018)
- Liga de Cartum: 17

(1953-54, 1955-56, 1961-62, 1965-66, 1967-68, 1971-72, 1972-73, 1978-79, 1980-81, 1982-83, 1984-85, 1985-86, 1990-91, 1991-92, 1992-93, 1995-96 e 1996-97)

1. ↑  Wozny, Peter (31 de março de 2017). «O fascinante mundo do futebol no Sudão». Deutsche Welle. Consultado em 8 de abril de 2020
2. ↑  Almasri, Omar (21 de dezembro de 2011). «World Football: The State Of Football In Sudan». Bleacher Report (em inglês). Consultado em 8 de abril de 2020